# Stanislas de Mazovie
 Stanislas de Mazovie (polonais: Stanisław Mazowiecki) (né le 17 mai 1501 – 8 août 1524) est un duc polonais de la dynastie des Piast qui règne sur la Mazovie.

## Biographie

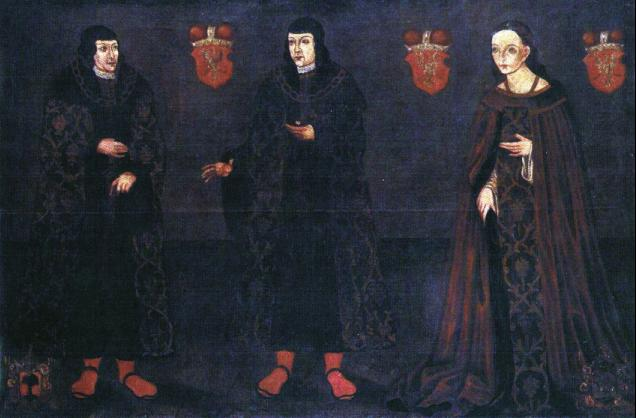
Les derniers ducs Piast de Mazovie: Janusz (1502-1526), Stanisław (1501-1524), et leur sœur Anna (1498-1557)

Stanislas est le fils du duc Conrad III le Roux et d'Anna Radziwiłł. Il succède à son père en le 28 octobre 1503 mais du fait de son jeune âge il demeure jusqu'en 1518 sous la régence de sa mère il règne ensuite à Varsovie et Czersk jusqu'à sa mort en 1524 sans union ni descendance.

## Source
- (de) Europäische Stammtafeln Vittorio Klostermann, Gmbh, Francfort-sur-le-Main, 2004  (ISBN 3465032926),  Die Herzoge (Fürsten) von Masowien 1262-1526 des Stammes der Piasten  Volume III Tafel 123